# Ronnie Bremer
Ronnie Bremer (født 14 oktober 1978) er en dansk racerkører, der startede karrieren som 10 årig i Københavns gokartklub ( KGB ), samme sted som også grundlagde karriererne for Jan Magnussen og Jason Watt. Bremer vandt tre på hinanden følgende danske Formel A karting mesterskaber fra 1998 til 2000, i 1999 førte Ronnie VM til sidste sving hvor en anden kører valgte at sætte ham af og det hele sluttede med en sur placering som nr. 6, men Ronnie betragtes stadig som en af de bedste gokart kørere i verden nogensinde.
Herefter gik turen til England og britisk Formel Ford og Formel 3 .
I 2003 flyttede han sin karriere til Amerika, efter råd fra Teamejeren John Brooks ( brooksassociatesracing ) der kørte i Toyota Atlantic Series, hvor Ronnie takkede for tilliden med en enkelt sejr og en samlet femte plads i mesterskabet, Ronnie blev endvidere tildelt titler som Driver off the Year.
Meget overraskende fik Bremer der stadig var relativt ukendt i USA tilbudt en kontrakt hos Champ Car Teamet HVM, Champ Car World Series for sæsonen 2005. Ronnie som var rookie imponerende voldsomt i hans første fem starter, men blev alligevel droppet af HVM af økonomiske årsager. Men, HVM meddelte, at uanset fyringen havde de allerede underskrevet en kontrakt med Bremer for sæsonen 2006.
Efter et manglende løb, afsluttede Bremer 2005 sæsonen hos Dale Coyne Racing Team hvor han imponerede den samlede Amerikanske motorsportsverden. Ronnies kontrakt med HVM for sæsonen 2006 blev dog annulleret pga. Teamets skrantende økonomi og satte i stedet Dan Clarke og Nelson Philippe i deres racere. Bremer vendte tilbage til Atlantic de sidste par løb af 2006-sæsonen som kører for Polestar Racing Group . Han havde endvidere testet for RuSport i håb om at erstatte den skadede Cristiano da Matta de sidste 2 løb i sæsonen 2006, men sædet gik i stedet til Ryan Briscoe.
I 2007 vendte han tilbage til Polestar Racing og kørte en delvis sæson af Atlantics racing.
John Brooks ( Brooks Associates Racing ), forsøgte herefter i flere omgange at få Ronnie ud at køre i Indy Light serien, og ikke mindst af alt det berømte Indy 500 løb, men alle forsøg strandede pga. økonomi.
I 2009 kører Ronnie enkelte ADAC GT Masters løb for Team rhino’s Leipert i en Ascari sammen med Norman Knop.
I 2010 afløser Ronnie Bremer Jan Magnussen for nogle enkelte hos Stevenson Motorsport i Grand Am serien.
Endvidere har Ronnie fungeret som rådgiver for Kevin Magnussen der er Jan Magnussens søn.
I Danmark har Ronnie Bremer rekorden for mest vindende danske racerkører, da han I Peugeot Spider Cup serien i 2009 vandt samtlige afdelinger og samtlige kvalifikationer.
Ronnie Bremer kører nu (2011) Grand Am hos Team Stevenson Motorsport, bl.a. i Daytona Rolex 24.
Tidligere på året kørte Ronnie 24 timersløbet i Dubai for Teamet Jet Black Racing med den Amerikanske Rockmusiker Dan Fastuca som bagmand. (2011)
Racing record
2011 > Present – Rolex Grand Am (Team Stevenson Motorsport) Daytona Rolex 24 and Jet Black Racing – Dubai 24
2010 Rolex Grand Am (Team Stevenson Motorsport) Team Rhino’s Leipert ADAC GT Masters
2009 Peugeot Spider Cup, Denmark Champion Wins 14 of 14 races, Record in Danish racing history. Team Rhino’s Leipert ADAC GT Masters
Peugeot Spider International Finales (SPA Belgium) Podium FIA Copenhagen Historic Grand Prix Royal Pro/Am Champion
2008 Danish Touring Car (KP Racing Mercedes) Mini Le Mans i Peugeot 207 Spider
2007 ChampCar Atlantic Series
2006 Danish Touring Car
2005 ChampCar World Series
2004 Toyota ChampCar Atlantic Series Rookie of the year
2003 Petit Le Mans Danish Touring Car Championship Champion British Formula 3
2002 Danish Touring Car British Formula 3
2001 Danish Championship for Teams (Karting) – Champion Formula Ford Festival Vice Champion British Formula Ford
2000 Yokohama Cup – Winner Danish Formula A Championship – Champion Italian Formula A Championship Winner Nordic Championship, Vice Champion
1999 Danish Formula A Championship – Champion Formula Super A World Championship
1998 Danish Championship Formula A – Champion Formula A European Championship Formula A World Championship
1997 Danish Formula A Championship Challenge Race – Champion McDonalds Grand Final – Champion Viking Trophy – Vice Champion Nordic Championship ICA – Vice Champion
1996 (Karting) Danish Championship German Winter Cup Championship
1995 (Karting) Regional Championship – Champion Danish Championship – Vice Champion
1990 – 1994 (Karting): Danish Championship Formula Junior (1990) Champion